# Starý dvor

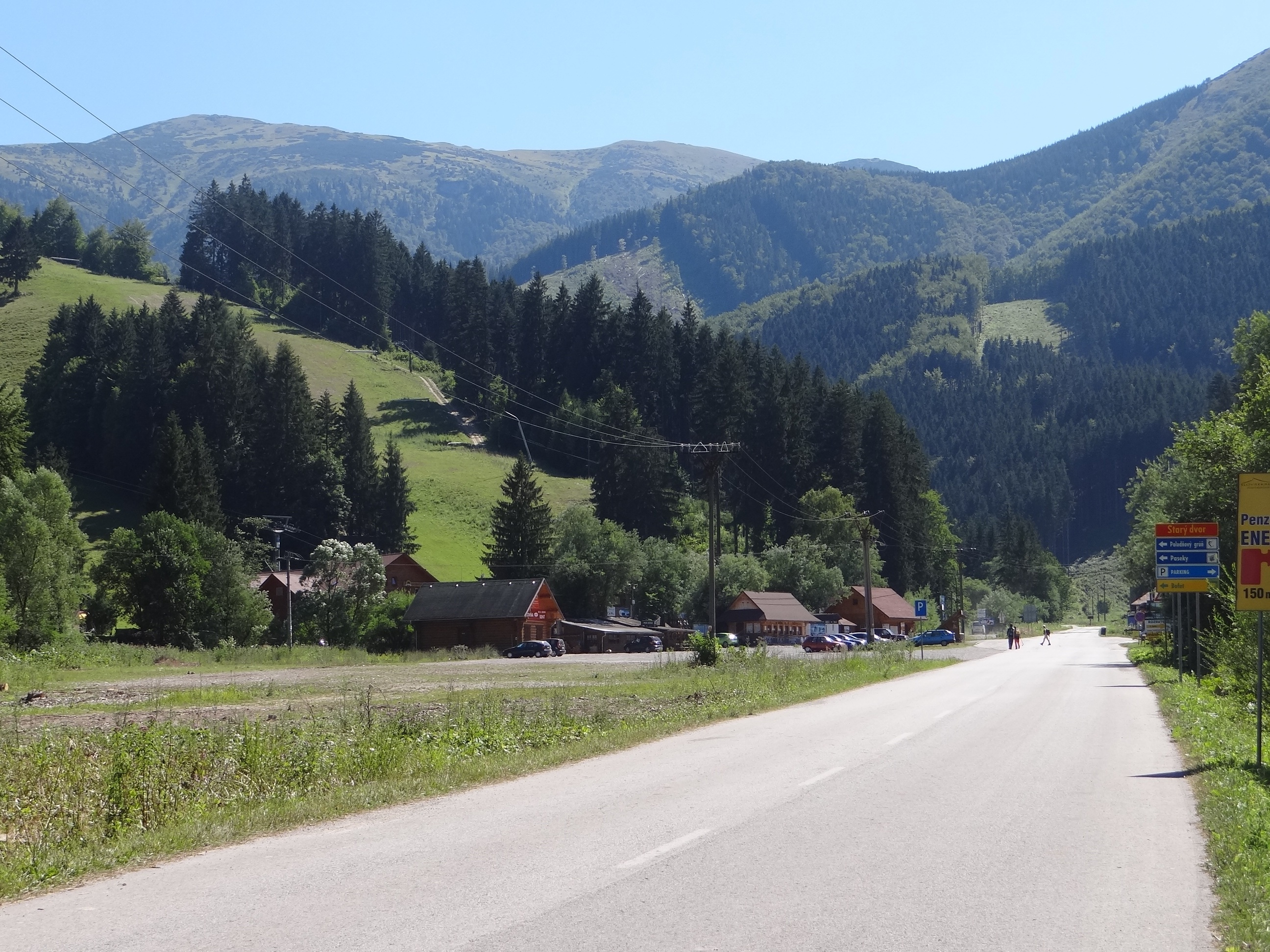
Starý dvor

Starý dvor – ośrodek turystyczny i narciarski w miejscowości Terchová w  paśmie górskim Mała Fatra na Słowacji (dokładniej w Małej Fatrze Krywańskiej). Znajduje się w Starej dolinie (odnoga Vrátnej doliny). Dochodzi do niego z miejscowości Terchová asfaltowa szosa i  jest tutaj parking, kilka hoteli, restauracja, bufet, wypożyczalnia sprzętu narciarskiego. 
Starý dvor jest jednym z największych na Słowacji ośrodków narciarskich. Znajdują się tutaj 3 stacje narciarskie z wieloma wyciągami narciarskimi:
- Grúň – 4 wyciągi orczykowe
- Paseky – 4-osobowy wyciąg krzesełkowy i 2 wyciągi orczykowe
- Sokolie – 5 wyciągów orczykowych

## Szlaki turystyczne
Starý dvor – Príslop – Baraniarky – Maľe sedlo – Žitné – Veľké sedlo – Kraviarske – Sedlo za Kraviarskym – Chrapáky – Snilovské sedlo
  Starý dvor – Chata na Grúni
  Starý dvor – Vrátna – Chata na Grúni – Poludňový grúň
  Starý dvor – Príslop